# Fort Folly 1
Fort Folly 1 (en micmac : Amlamkuk Kwesawék) est une réserve indienne mi'kmaq située dans le comté de Westmorland, au sud-est du Nouveau-Brunswick, au Canada. Elle est mise à disposition et à l'usage de la Première Nation de Fort Folly, qui y a installé un village.

## Histoire

### Origines

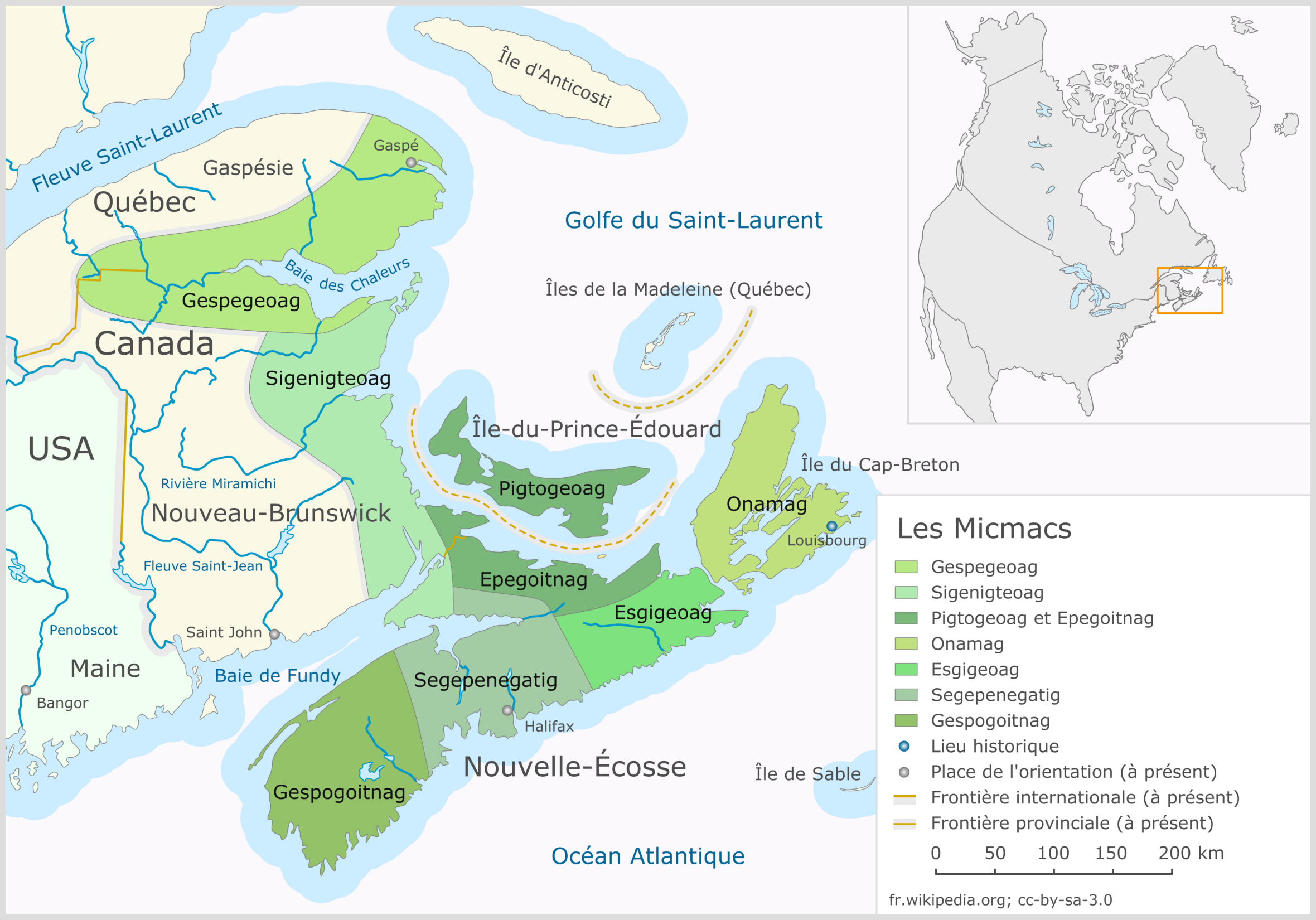
Les sept districts mi'kmaq.

Les Micmacs habitent la région du sud-est de ce qui est appelé de nos jours le Nouveau-Brunswick depuis plusieurs milliers d'années. Ils vivent alors dans quelques villages, dans les terres l'hiver et près de l'eau l'été. Ils avaient un village principal situé sur le cap du Grand-Maringouin, ainsi que d'autres villages à Aboujagane, Beaumont, Salisbury et probablement Saint-Joseph.

### Arrivée des Européens
Bien que les contacts avec les Européens puissent été antérieurs, les Micmacs de la région entreprennent des relations plus soutenues avec les Acadiens venus s'établir dans le secteur qu'à partir de la fin du XVIIe siècle. En 1698 et 1699, sont fondés les villages de Memramcook et Petitcoudiac respectivement, par des colons français. Le développement de ces villages se concrétise véritablement après la signature du Traité d'Utrecht en 1713, qui certifie la cession de l'Acadie à l'Angleterre.

### La réserve Fort Folly 27

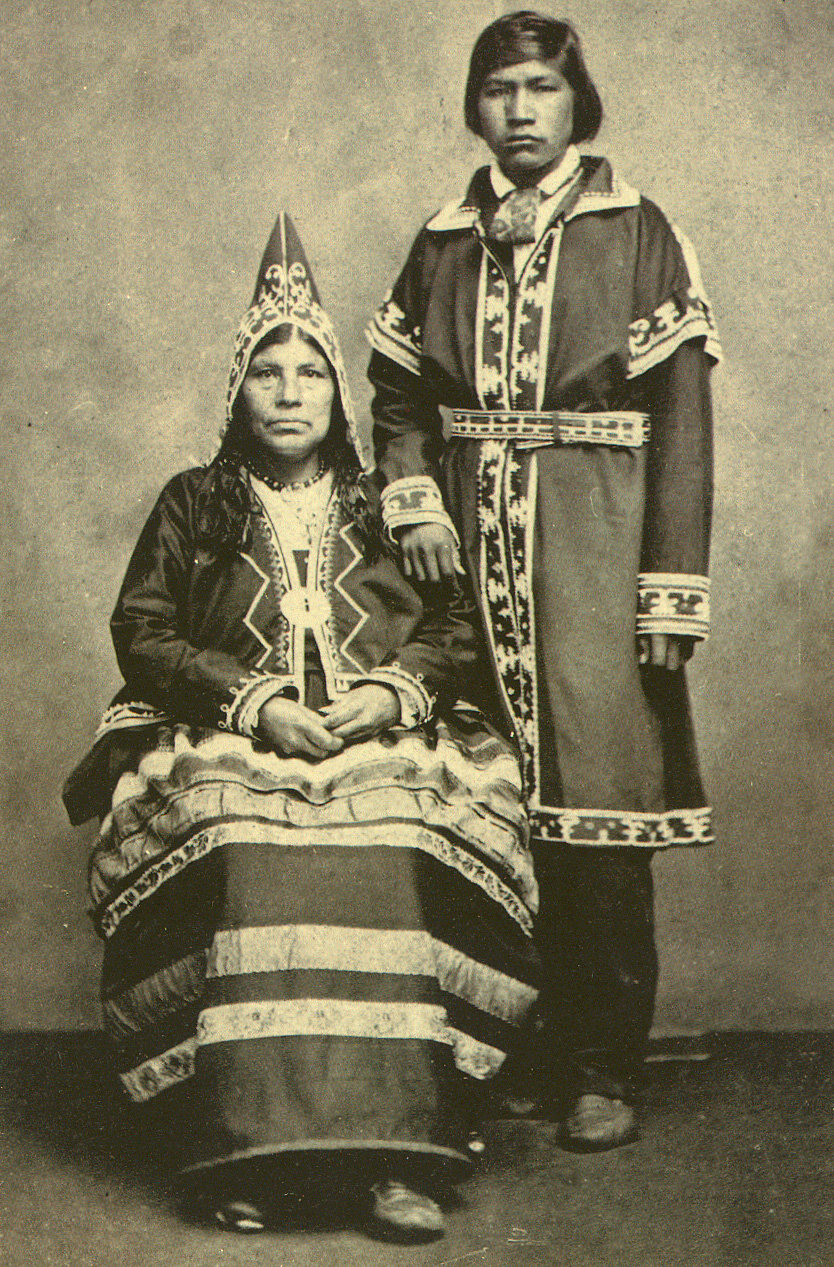
Un couple mi'kmaq au XIXe siècle.

La réserve Aboujagane 29 (aujourd'hui disparue) fut créée en 1825. Dans les années 1830, les Micmacs, victimes de la vente d'alcool et d'intempéries nuisant aux cultures, discutent avec le commissaire des Indiens du comté de Westmorland de la possibilité d'établir un lieu fixe afin de favoriser l'agriculture. Après s'être entendus pour que le comté achète une terre, un terrain de 64 acres est choisi aux abords de la rivière Petitcodiac, juste au sud de Beaumont. Il est acheté le 15 juillet 1840  et la réserve prend le nom de Fort Folly 27. Le déménagement de la population se fit probablement peu de temps après, à la fin de l'été ou à l'automne.
En 1840, les Acadiens de Saint-Anselme et Memramcook construisirent de grandes églises. Pour être mieux desservis, les habitants de Beaumont firent construire, en 1842, la chapelle Sainte-Anne. Les Mi'kmaqs vendaient des paniers, des seaux, des cuves et des colliers aux villages acadiens des environs.
En 1851, la réserve de Beaumont compte 40 habitants, quatre maisons et dix tentes. Vers 1874 toutefois, la population de Beaumont décline en faveur d'Aboujagane.

### La réserve Palmer's Pond 1
En 1918, les membres de la réserve sont relocalisés au site actuel, de l'autre côté de la rivière, près de Dorchester, soit la réserve Palmer's Pond 1. D'autres partent vivre à Richibouctou 15, dans le Kent.
La réserve est plus tard rebaptisée Fort Folly 1.